# Højst Kirke
Højst Kirke er en middelalderlig bygning i den lille by Øster Højst i Sønderjylland.
Til den velbevarede, romanske teglstenskirke slutter sig et gotisk tårn og våbenhus fra o. 1750. De romanske bygningsdele smykkes øverst af friser. Våbenhuset har barokgavl og et smukt dørparti. Det hvælvede tårnrum har arkade til skibet. Skib og kor har gotiske ribbehvælvinger, smykket med kalkmalede dekorationer fra 1501. Hvælvene dækker delvis de bevarede sidealternicher nord og syd for triumfbuen. Apsis har træhvælv fra 1852.
Gotisk fløjaltertavle fra slutningen af 15. årh. I midtfeltet en Golgata-scene, i sideskabene 12 apostelfigurer. 1702 fik tavlen bl.a. et topstykke med Kristus-medaljon samt staffering.
Kalk og disk fra begyndelsen af 17. århundrede.
Romansk granitfont.
Renæssance prædikestol med karnap, i felterne relieffer over Kristi liv.
På nordvæggen korbuekrucifiks med figur fra 1744 og sidefigurer fra o. 1500.
I et sidealterskab en Maria med barnet, figuren stod oprindeligt i et andet, nu forsvundet skab.